# Мисија: Спасити Божић
Мисија: Спасити Божић (енгл. Arthur Christmas) је рачунарско-анимирана божићна филмска комедија из 2011. године. Режију потписује Сара Смит, по сценарију који је написала с Питером Бејнамом. Гласове позајмљују: Џејмс Макавој, Хју Лори, Бил Нај, Џим Бродбент, Имелда Стонтон и Ешли Џенсен. Произвели су га Sony Pictures Animation и Aardman Animations.
Приказиван је у биоскопима од 11. новембра 2011. у Уједињеном Краљевству, 23. новембра 2011. у Сједињеним Америчким Државама и 16. јануара 2012. у Србији. Добио је позитивне рецензије критичара и зарадио скоро 150 милиона долара широм света.

## Радња
Радња филма је смештена на Бадње вече, а у средишту је Артур Божић, неспретни али добронамерни син Деда Мраза, који открива да високотехнолошка летелица његовог оца није успела да испоручи поклон једној девојчици. У пратњи свог слободоумног и безобзирног деде, ентузијастичног младог вилењака опседнутог паковањем поклона за децу и запреге ирваса, он креће у мисију да лично уручи поклон девојчици.

## Гласовне улоге
| Улога          | Изворни глас        | Српски глас         |
| -------------- | ------------------- | ------------------- |
| Артур Мраз     | Џејмс Макавој       | Слободан Стефановић |
| Стивен Мраз    | Хју Лори            | Синиша Убовић       |
| Деда Мраз      | Бил Нај             | Драган Вујић        |
| Малколм Мраз   | Џим Бродбент        | Феђа Стојановић     |
| Маргарет Мраз  | Имелда Стонтон      | Катарина Гојковић   |
| Брајони Шелфли | Ешли Џенсен         | Јелена Петровић     |
| Питер          | Марк Вутон          | Милан Антонић       |
| Рачунар        | Лора Лини           | Весна Станковић     |
| Де Силва       | Ева Лонгорија       | Јелена Стојиљковић  |
| Гвен Хајнс     | Рамона Маркез       | непознато           |
| Ерни Кликер    | Мајкл Пејлин        | Марко Марковић      |
| Норад          | Џери Ламберт        | Синиша Убовић       |
| Педро          | Рајан Патрик Донахо | оригинални глас     |